# Jefferson Savarino
Jefferson Savarino (Maracaibo, 1996. november 11. –) venezuelai válogatott labdarúgó, a brazil Botafogo csatára.

## Pályafutása

### Klubcsapatokban
Savarino a venezuelai Maracaibo városában született. Az ifjúsági pályafutását a Zulia akadémiájánál kezdte.
2013-ban mutatkozott be a Zulia felnőtt keretében. A 2017-es szezonban az észak-amerikai első osztályban szereplő Real Salt Lake csapatát erősítette kölcsönben. A lehetőséggel élve, 2018-ban az amerikai klubhoz szerződött. 2020-ban a brazil Mineirohoz igazolt. 2022. május 4-én négyéves szerződést kötött a Real Salt Lake együttesével. Először a 2022. május 29-ei, Houston Dynamo ellen 3–0-ra megnyert mérkőzés 71. percében, Maikel Chang cseréjeként lépett pályára. Első gólját 2022. június 19-én, a San Jose Earthquakes ellen hazai pályán 2–0-ás győzelemmel zárult találkozón szerezte meg. 2024 januárjában a brazil Botafogo szerződtette.

### A válogatottban
Savarino az U20-as korosztályos válogatottban is képviselte Venezuelát.
2017-ben debütált a felnőtt válogatottban. Először a 2017. június 3-ai, USA ellen 1–1-es döntetlennel zárult mérkőzés 72. percében, Christian Santost váltva lépett pályára. Első válogatott gólját 2019. június 9-én, szintén az USA ellen 3–0-ra megnyert barátságos mérkőzésen szerezte.

## Statisztikák

### A válogatottban
| Válogatott | Év       | Pályára lépés | Gól |
| ---------- | -------- | ------------- | --- |
| Venezuela  | 2017     | 1             | 0   |
| Venezuela  | 2018     | 5             | 0   |
| Venezuela  | 2019     | 7             | 1   |
| Venezuela  | 2020     | 3             | 0   |
| Venezuela  | 2021     | 8             | 0   |
| Venezuela  | 2022     | 6             | 1   |
| Venezuela  | 2023     | 6             | 1   |
| Venezuela  | 2024     | 10            | 1   |
| Venezuela  | 2025     | 1             | 0   |
| Összesen   | Összesen | 47            | 4   |

#### Góljai a válogatottban
| # | Időpont              | Helyszín                                               | Ellenfél                | Gólok | Eredmény | Kiírás               |
| - | -------------------- | ------------------------------------------------------ | ----------------------- | ----- | -------- | -------------------- |
| 1 | 2019. június 9.      | Nippert Stadion, Cincinnati, Amerikai Egyesült Államok | Egyesült Államok        | 2–0   | 3–0      | Barátságos mérkőzés  |
| 2 | 2022. szeptember 27. | Stadion Wiener Neustadt, Bécsújhely, Ausztria          | Egyesült Arab Emírségek | 1–0   | 4–0      | Barátságos mérkőzés  |
| 3 | 2023. november 21.   | Nemzeti Stadion, Lima, Peru                            | Peru                    | 1–1   | 1–2      | 2026-os VB-selejtező |
| 4 | 2024. november 19.   | Estadio Nacional de Chile, Santiago, Chile             | Chile                   | 1–1   | 4–2      | 2026-os VB-selejtező |

## Sikerei, díjai
Zulia
- Primera División
  - Ezüstérmes (1): 2016

- Copa Venezuela
  - Győztes (1): 2016

Atlético Mineiro
- Campeonato Brasileiro Série A
  - Bajnok (1): 2021

- Copa do Brasil
  - Győztes (1): 2021

- Supercopa do Brasil
  - Győztes (1): 2022

- Campeonato Mineiro
  - Bajnok (3): 2020, 2021, 2022

Botafogo
- Campeonato Brasileiro Série A
  - Bajnok (1): 2024

- Supercopa do Brasil
  - Döntős (1): 2025

- Copa Libertadores
  - Győztes (1): 2024

- Recopa Sudamericana
  - Döntős (1): 2025

Venezuelai labdarúgó-válogatott
- Kirin-kupa
  - Győztes (1): 2019

Egyéni
- Primera División — Az Év Játékosa: 2016
- Bola de Prata: 2024
- Copa Libertadores — Best XI: 2024
- South America — Best XI: 2024